# Перський похід Александра Севера
Перський похід Александра Севера — похід, здійснений римським імператором Александром Севером на початку 230-х років в Месопотамію. Метою походу була відсіч агресії Ардашира I, який захопив у 226 році владу на території колишнього Парфянського царства.
Володіння Римської імперії в Месопотамії значно розширилися після походів Септимія Севера і його сина Каракалли наприкінці II — на початку III століття. Навіть невдале завершення кампанії Каракалли — останньої в майже 300-річній історії римсько-парфянських воєн — здавалося, не могло змінити співвідношення сил, котре помітно змістилося на користь Римської імперії. Прихід до влади в Парфії нової династії, повної сил і бажання відновити велич стародавньої Персії, залишилося непоміченим в Римі, що поринав у політичну, фінансову і військову кризу. Ні молодий Александр Север, ні його мати Юлія Мамея, яка фактично управляла державою, не мали військового таланту, достатнього, щоб протистояти Ардаширу. Проте, армія, що лишилася у спадок від Септимія Севера, і здійснена цим діяльним імператором масштабна програма зміцнення Римської Месопотамії цього разу не дозволили персам досягти значного успіху.
Ця кампанія, як і більшість інших воєн 400-річного протистояння Риму і держави Сасанідів, закінчилася збереженням status quo. Наступники Александра Севера не змогли домогтися успіху у війнах з талановитим наступником Ардашира, Шапуром I (241—272). Тільки за імператора Галерія, який уклав 298 року Нісібіський договір, Римська імперія змогла досягти тривалого миру на своєму східному кордоні.

## Передісторія

### Відносини Риму і Парфії до кінця 210-х років
В громадянській війні, що почалася в Римській імперії після смерті імператора Коммода, супротивником Септимія Севера на Сході був Песценній Нігер. Втративши у вирішальній битві 20 000 солдатів, останній втік до Антіохії і був убитий в кінці квітня 194 року на кордоні, коли намагався сховатися в Парфії. Приблизно в травні цього ж року Север прибув до Сирії та деякий час займався організацією державного управління малоазійських провінцій, становище яких було тривожним, оскільки значна кількість військ Нігера знайшла притулок за Євфратом, а деякі провінції північної Месопотамії раніше виявляли симпатії узурпатору. Крім цього, були й інші міркування на користь продовження східної війни. Нісібіс, важливе місто, що знаходилось далеко по інший бік Євфрату, але в якому, ймовірно, перебував римський гарнізон, зазнав спільного нападу армій Осроени, Адіабени і арабів. Після того, як імператор висловив обурення подією, до нього було направлене посольство, котре зробило спробу довести, що цей напад був спрямований проти прибічників Нігера, що засіли в місті. Але таке пояснення було відкинуте. Ослаблена громадянською війною дисципліна в армії змушувала імператора дати легіонам, які протистояли один одному в трьох битвах, можливість воювати зі спільним ворогом. Зі стратегічної точки зору було важливо, щоб східна межа імперії отримала надійну природну перешкоду, якою була річка Євфрат.

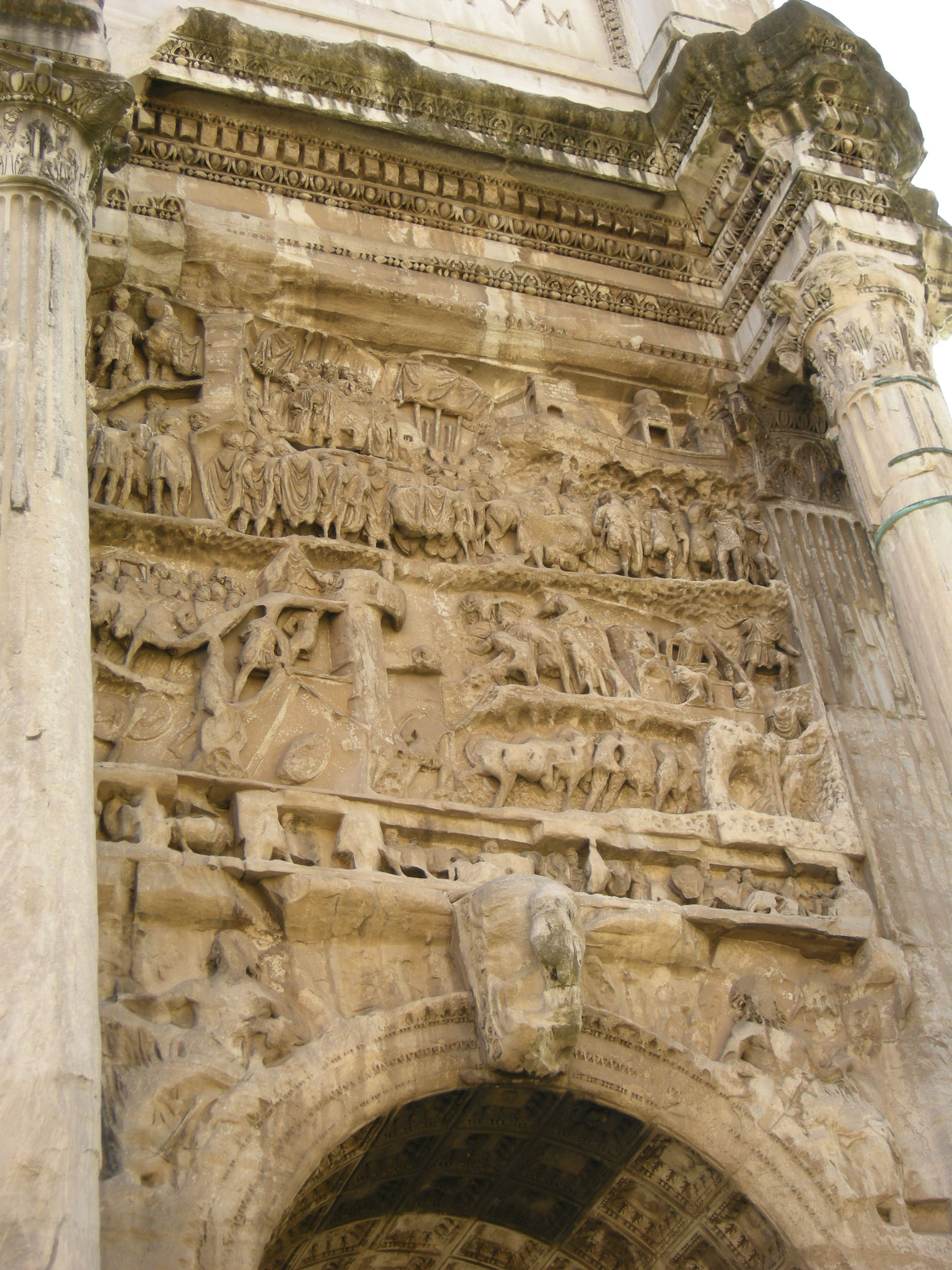
Облога Хатри, рельєф на тріумфальній арці Септимія Севера

Навесні 195 року Септимій Север почав вторгнення в Месопотамію, не рахуючись з тим, що «це стане тільки джерелом постійних воєн і великих витрат і не принесе державі якої-небудь користі». Після переходу кордону біля Зевгми, Север одразу анексував більшу частину царства Осроена, сформувавши нову провінцію, що простягалася до річки Тигр. Ще на початку кампанії, до того як відбулися перші серйозні сутички, імператор прийняв титули Arabicus і Adiabenicus, чим відобразив підкорення зазначених народів Месопотамії. Однак повна форма цих титулів, яка традиційно починалася на Parthicus, не використовувалася, щоб уникнути конфлікту з парфянським царем, війна якому ще не була оголошена. Після важкого переходу через пустелю армія дісталася Нісібіса, звідки була розпочата і успішно завершена лат. felicissima expeditio Mesopotamena («найщасливіша месопотамська експедиція»), про перебіг якої інформації не збереглося. Ймовірно, здобутки кампанії були визнані достатніми, і в 196 році імператор повернувся в Рим, щоб продовжити боротьбу з Клодієм Альбіном.
У наступному, 197 році, з заколотами в імперії було покінчено, і Септимій Північ знову вирішив почати похід проти Парфії. За цей час парфяни перейшли в наступ, а їх цар Вологез V обложив Нісібіс. Під захистом Юлія Лета (лат. Julius Laetus) фортеця вистояла до прибуття імператора. У супроводі брата парфянського царя, Север на чолі римської армії, не зустрівши опору, зайняв Вавилон, Селевкію і Ктесифон. У соту річницю сходження на престол імператора Траяна, 28 січня 198 року, Септимій Север проголосив завоювання Парфії. Не ясно, чи передбачалося анексувати всі території до Перської затоки. На зворотному шляху іншою дорогою імператор безуспішно спробував (можливо, двічі) захопити важливий караванний центр Хатра. Решта 198 року була присвячена облаштуванню східних провінцій, після чого імператор вирушив до Єгипту і більше до парфянських справ не повертався.
Зі сходженням на престол старшого сина Септимія, Каракалли, знову почало плануватися завоювання Парфії. Правителі Осроена та Вірменії були арештовані, а їх царства анексовані. У цей час син і наступник Вологеза V, Вологез VI, перебував у конфлікті зі своїм братом, який незалежно який правив в Мідії. Каракалла використовував протиріччя між братами, водночас шукаючи привід для війни. Коли війна в 216 році все ж почалася, армія Каракалли здійснила марш Месопотамією, захопивши місто Арбелу і багату здобич. Навесні 217 року, до початку нової кампанії, Каракалла був убитий в результаті змови Макріна. Дізнавшись про смерть Каракалли, Артабан зібрав велику армію і зажадав, щоб Макрін звільнив провінцію Месопотамія. Переговори ні до чого не привели, і дві армії зустрілися восени 217 року біля стін Нісібіса. У цій битві римляни зазнали поразки, і Макріну довелося купувати мир ціною виплати 200 мільйонів сестерціїв — суми, близької до восьмої частини річного бюджету імперії. Проте, наростаючий тиск з боку Сасанідів не дав останнім Аршакідам розвинути цей успіх.

### Прихід до влади Сасанідів

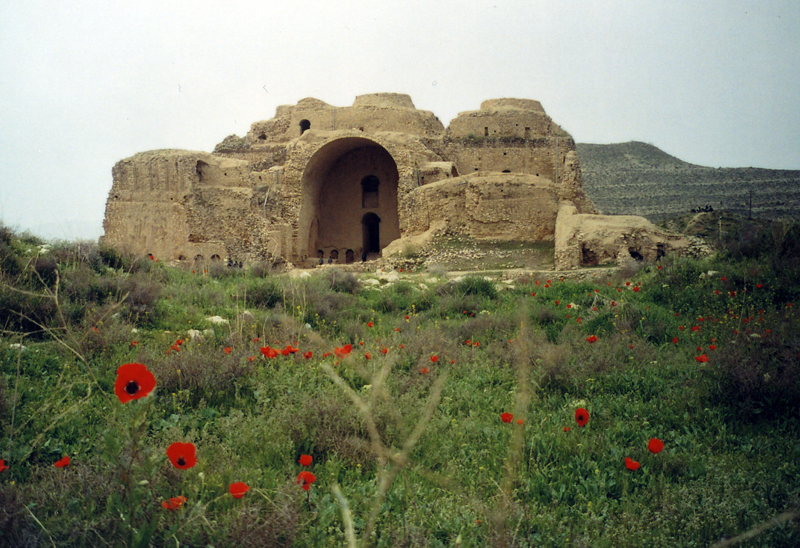
Руїни палацу, побудованого Ардаширом після перемоги над Артабаном V

Перських письмових джерел, сучасних падінню династії Аршакідів, не збереглося. На підставі аналізу нечисленних пізніших перських і арабських джерел, а також епіграфічних, нумізматичних, археологічних та інших свідоцтв дослідниками було запропоновано декілька варіантів хронології подій, про які також відомо не багато. Достеменно відомо, що під час ослаблення парфянської держави внаслідок походів Септимія Севера правитель Парса Папак настільки посилив свою владу, що близько 205 року зміг проголосити себе незалежним правителем. Ймовірно, цей заколот був придушений Вологезом VI, і розширення влади Сасанідів за межі центрального Парса відбулося вже після того, як Папака успадковував його молодший син Ардашир. Поразка Парфії могла бути результатом як утворення коаліції Ардашира з правителями Адіабени, Кіркука та інших дрібних держав, про яку повідомляє сирійська Хроніка Арбели, так і внутрішньопарфянської міжусобної боротьби, коли проти Вологеза VI виступив його брат Артабан V. Перший рік правління Ардашира, що відраховується від загибелі в битві біля Хормузе останнього парфянського царя, припадає на 226 на 223 рік.
Після розгрому останнього аршакідського царя Парфії і упокорення більшої частини сатрапів самим серйозним супротивником Ардашира залишилася Вірменія, царем якої був Хосров, молодший брат загиблого Артабана. У 228 році він зміг завдати Ардаширу низки поразок й просунутись при цьому вглиб перської території до Ктесифона. Більше того, можливо, він навіть шукав союзництва з Римом. Проте врешті-решт Вірменія впала і тимчасово була включена до складу Персії. Приблизно до 230 року деякі північні райони утримував син Артабана, Артавазд.
Успіх Ардашира пояснюється не тільки тим, що це була людина видатних особистих якостей, як його змальовує пізніша історична традиція. Мовсес Хоренаці у своїй «Історії Вірменії» пояснює прихід нової династії тим, що «дві пехлевські (парфянські) галузі, що називаються в Пахлі Суреном і Аспахпатом, заздрячи правлячій [в Парфії] галузі, [що походить] від їх власного роду, тобто Арташеса, добровільно виявляють згоду, щоб царював Арташир, син Сасана». Важливим було бажання впливових сил країни створити і зберегти сильну державу і налагодити господарське життя країни, що перебувала в стані розрухи. Значущою була й та обставина, що Сасаніди, ставши царями Парса тісно пов'язали себе і з зороастрійським центром країни.

### Римська імперія від Каракалли до Александра Севера
Становище Макріна, який нещодавно уклав мирний договір з Парфією, не було міцним. Маючи лише ранг вершника і мавританське походження, а також здійснивши непопулярні призначення він не отримав підтримки сенату, а щоб домогтися підтримки армії, яку мав Каракалла, йому не вистачало грошей. Смерть в Антіохії вдови Септимія Севера, Юлії Домни, посилила симпатії до колишньої династії. Її сестра Юлія Меза, котра в той час жила в Емесі, ініціювала повстання на користь свого старшого онука Геліогабала, сина своєї дочки Юлії Соемії, оголошеного незаконним сином Каракалли. 16 травня 218 року Геліогабал був представлений в цій ролі армії в Емесі, а 8 червня Макрін був розбитий і втік.

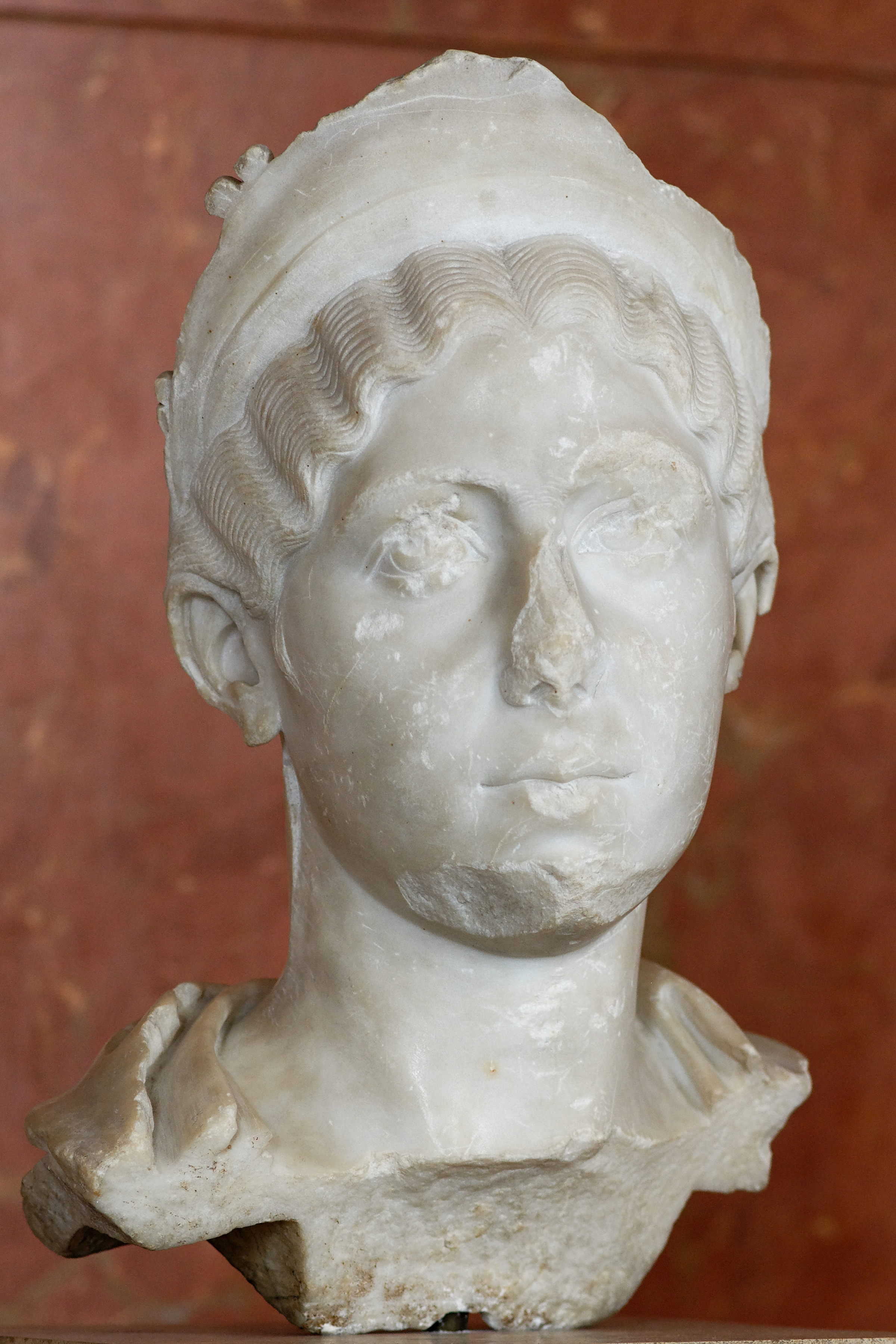
Бюст Юлії Мамеї. Мармур, бл. 230 року

Незважаючи на те, що спосіб життя і поведінка нового імператора мали дуже мало спільного з традиціями, царювання Геліогабала тривало майже чотири роки. Становище, небезпечне для збереження династії, змусило Юлію Мезу вжити заходів щодо передачі влади іншому своєму онукові, Алексіану Бассіану, синові іншої своєї дочки, Юлії Мамеї. 26 червня 221 року Геліогабал усиновив свого двоюрідного брата, що прийняв ім'я Александр, а з 1 січня 222 року почалося їх спільне консульство. Розуміючи небезпеку для своєї влади, імператор і його мати намагалися плести інтриги проти Александра, але безуспішно. 13 березня 222 року вони наказали армії заарештувати Александра, натомість самі були вбиті повсталими військами.
Римські джерела розповідають про надзвичайно прихильне ставлення народу, армії і сенату до того, що фактично влада в імперії перебувала в руках шістнадцяти найповажніших сенаторів або, що більш імовірно, матері і бабки імператора. Александр, маючи спокійний і м'який характер, охоче займався законотворчою діяльністю. Серед державних діячів, до яких він дослухався, можна назвати видатного юриста Ульпіана, істориків Діона Касія і Марія Максима. Проте, вплив Мамеї на імператора був визначальним, хоча вона вирізнялася, за свідченнями Геродіана, крайнім сріблолюбством, й незважаючи на обурення Александра, «забирала статки та спадщину деяких людей на підставі наклепів». Вона з'являється на численних монетах і написах з різноманітними новоствореними титулами, такими як, приміром, matri domini n. sanctissimi imp. Severi Alexandri Pii Felicis Aug. et castrorum et senatus et patriae et universi generis humani («мати пана нашого святійшого імператора Севера Александра Пія Фелікса Августа і військових таборів, і сенату, і батьківщини, і всього людського роду»). В результаті, при зовнішньому благополуччі, режим був внутрішньо слабкий, імператору і його радникам не вдалося встановити дисципліну і повагу до влади в армії. На період правління Александра Севера припадають численні заколоти в провінційних арміях, особливо на сході. У Римі, де в 223 році був убитий Ульпіан, а преторіанці в 229 році погрожували вбити Діона Касія, котрий вимагав дисципліни, положення не було кращим.

## Сили сторін

### Римська армія за Северів

#### Склад армії

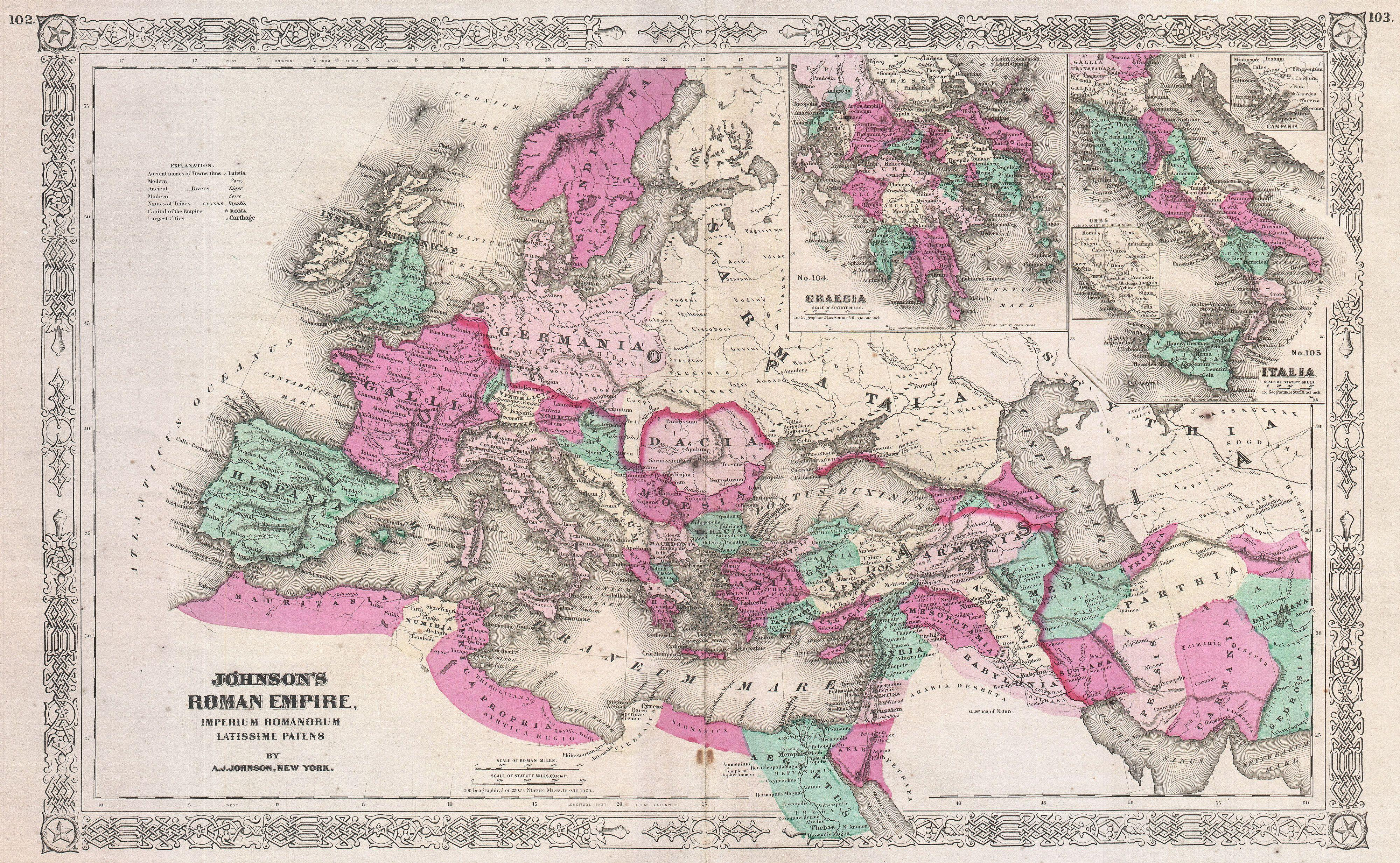
Карта Римської імперії, на якій показана провінція Месопотамія

Основні характеристики римської армії до III століття залишилися незмінними з часів реформ Марія і Октавіана Августа. В середині II століття спискова чисельність регулярної армії, що включала 28 легіонів, преторіанські та міські когорти, а також equites singulares Augusti, становила 160 000 осіб, у тому числі 5000 кавалерії. До цієї кількості необхідно додати 156 500 допоміжної піхоти, 53 000 вершників в алах і 27 500 у когортах. Таким чином, загальна чисельність армії досягала 311 500 чоловік піхоти і 85 500 кавалерії. Проте дані про реальну чисельність з'єднань відомі не повністю, тому точний розмір армії не відомий. Два нових легіони (II і III Italica) були сформовані Марком Аврелієм, і ще 3 (I, II і III Parthica) — Септимієм Севером; при цьому зберігалася колишня пропорція регулярних військ і ауксиліїв. Після перемоги Септимія Севера в громадянській війні колишній склад преторіанської гвардії, котрий скомпрометував себе торгівлею імператорськими титулами, був розформований, а новий був набраний з вірних новому імператору Дунайських легіонів. В результаті Рим, за словами Діона Кассія, був наводнений варварами, а гарнізон став в чотири рази більшим. Збільшився також і розмір міських формувань — міські когорти складалися тепер з 6000 солдатів, а вігілії з 7000. Хоча на керівних армійських посадах надалі служили вихідці з Італії, провінціали вже давно переважали. За правління першого Севера офіцерські посади стали доступніші для нижчих соціальних верств.
Важливе значення для формування римської армії мав прийнятий в 212 році імператором Каракаллою едикт, яким римське громадянство надавалося всьому вільному населенню імперії. Незалежно від того, керувався імператор бажанням облагодіяти своїх поданих або жадібністю, як вважав Діон Кассій, закон викликав різноманітні зміни в римському суспільстві, усунувши, зокрема, відмінність між основними і допоміжними легіонами.

#### Військове управління в Месопотамії
Провінція Месопотамія, організована Септимієм Севером у 198 році, розташовувалася на схід від нової провінції Осроена і залишків Едеського царства і простягалася далі за річку Хабур аж до верхньої течії річки Тигр. Два з трьох нових легіонів базувалися в цій провінції: I Parthica в Сингарі і III Parthica, можливо, в Нісібісі. Месопотамією керував префектом в ранзі вершника. В порівнянні з недовговічною провінцією, що існувала за Траяна, провінція, заснована Септимієм Севером, дозволила вирішувати довгострокові стратегічні завдання і стала надійним захистом для Сирії. Завершення формування системи східних провінцій відбулося зі скасуванням Каракаллою формально незалежного царства в Едесі і приєднанням його до провінції Осроена в 212 році.
Папірусні архіви, виявлені в 1931—1932 роках при розкопках в Дура-Европосі, вказують на те, що існували численні римські укріплення і поселення на північ і південь від цього міста, а також уздовж річки Хабур. У самому місті в різний час розміщувалися легіони III Cyrenaica, X Fretensis, XVI Flavia Firma і IV Scythica. Найбільша кількість інформації збереглася про когорту XX Palmyrenorum. З цих документів видно, що Дура-Европос був важливим центром цивільної адміністрації всього регіону ще в парфянський період, і що з приходом римлян солдати гарнізону, котрі знаходилися в місті і були розосереджені в навколишніх поселеннях, істотно сприяли романізації північної Месопотамії. Інтенсивна мілітаризація області за правління Северів і будівництво щільного ланцюга укріплень мали протистояти широкомасштабному вторгненню, однак сил для цього було недостатньо.
Відомо також про інші гарнізони в нижній течії Хабура — в папірусах згадуються когорти III Augusta Thracum (під 227 роком) і XII Palestinorum (на початку 230-х років). Також наявні епіграфічні свідчення про перебування в Сурі, де знаходився міст через Євфрат, вексілляцій легіону XVI Flavia Firma.

### Перська армія за перших Сасанідів

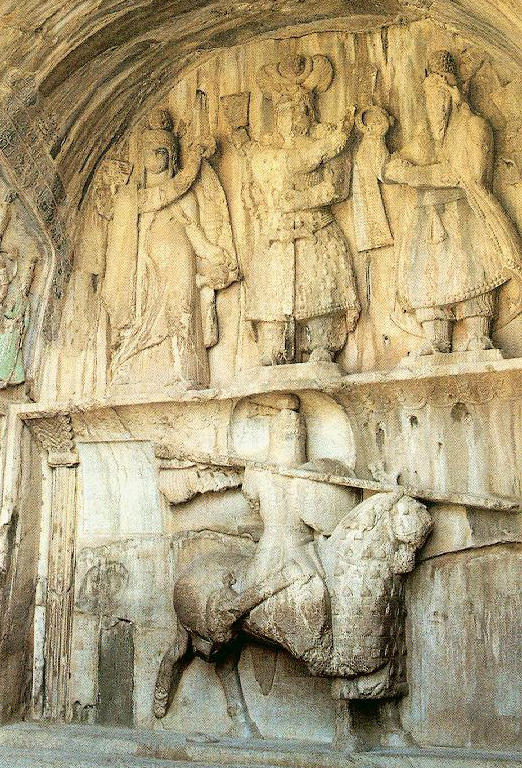
Барельєф в із зображенням важкоозброєнного вершника часів доби Сасанідів

Іранське суспільство за Сасанідів було розділене — можливо, Ардаширом I — на чотири стани, до другого з яких (артештаран) належали кінні та піші воїни. Ардашир, який почав свою кар'єру як полководець, добре знав давню і сучасну йому військову справу. Використовуючи за зразок ахеменідську військову організацію, парфянську кавалерію і запозичені у римлян облогові технології, він заклав основи армії, котра слугувала його наступникам чотири століття. Основою армії (spāh) була важка кавалерія, перші описи якої, включені в «Діяння» Амміана Марцелліна і до роману «Ефіопіка», належать до середини IV століття.
Відомо, що сасанідська армія використовувала індійських слонів як засіб пересування для стрільців і метальників списів, а також як облогову і психологічну зброю. «Історія Августів» детально зупиняється на кількості слонів противника, вбитих і захоплених в полон (про це докладніше нижче). Дослідниками ці свідчення піддається сумніву і пов'язується з бажанням авторів хроніки підкреслити схожість Александра Севера з його знаменитим тезкою, який переміг персів з їх слонами біля Гавгаммелів.

## Початок конфлікту

### Історичні амбіції Сасанідів

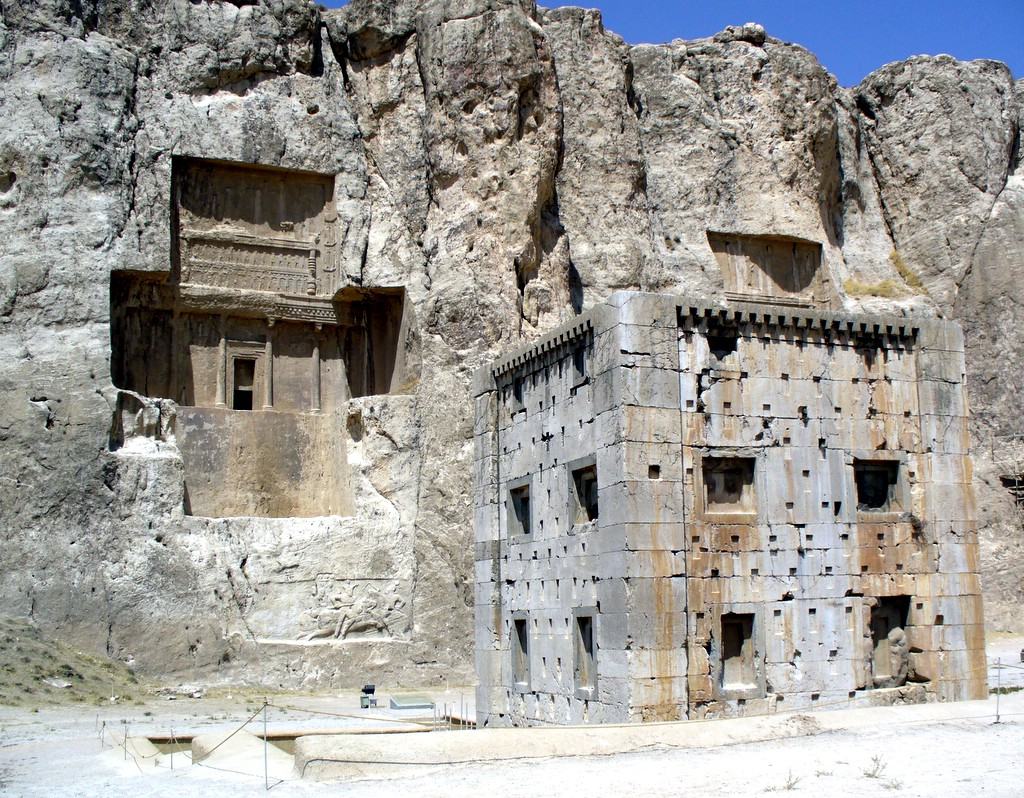
«Кааба Зороастра» в Накше-Рустамі. У, викарбуваному на цій споруді, син Ардашира, Шапур I, вперше названий «царем Ірану і не-Ірану»

Геродіан, сучасник подій, що розглядаються, в своїй «Історії» повідомляє:
|  | Артаксеркс, цар персів, розбив парфян і позбавив їх влади над Сходом, вбивши Артабана, котрий раніше називався великим царем і володів двома царськими вінцями, підкорив всі сусідні варварські народи і зробив їх своїми данниками; … весь протилежний Європі материк, що відокремлюється Егейським морем і протокою Пропонтіди, — всю так звану Азію, вважаючи володінням предків, бажає знову приєднати до Перської держави, стверджуючи, що з часу Кіра, який першим переніс владу від мідян до персів, аж до Дарія, останнього перського царя, владу якого усунув Александр Македонський, — все, до Іонії і Карії, управлялося перськими сатрапами; тому йому личить відновити для персів цілком всю державу, якою вони раніше володіли. |

Цю точку зору, котра пов'язує завойовницьку активність Персії на західному напрямку з прагненням відновити велич Ахеменідської монархії, поділяють грецькі історики, починаючи з Амміана Марцелліна, і мусульманські, слідом за Ат-Табарі. До кінця XIX століття ця теорія була панівною. Вперше її піддав критиці німецький орієнталіст Теодор Нельдеке, який стверджував, що до III століття в Ірані вже не залишилося власних спогадів про епоху Александра Македонського, і перекази, що дійшли через мусульманські джерела, є відображенням відомого у пізньосасанідський період роману «Історія Александра Великого». Цей погляд поділяв також визначний німецький історик Теодор Моммзен. Нова теорія отримала широке визнання тільки після публікації у 1971 році статті Я. Ехсана «Were the Sasanians Heirs to the Achaemenids?». В результаті сплеску інтересу дослідників до цієї теми була висунута значна кількість аргументів як на користь того, що ахменідська традиція продовжилася в сасанідський період, так і проти цього. В результаті більшість учених обійняла компромісну точку зору, котра не заперечує обидві зазначені альтернативи, а саме, що Сасаніди під своїми предками в даному випадку вважали легендарну авестійську династію Кайанідів, хоча при цьому, можливо, й знали через елліністичну, талмудичну і християнську традиції про існування в минулому Ахеменідів. Існує також точка зору, згідно з якою перші сасанідські царі знали про Ахеменідів, а переорієнтація на Кайанідів відбулася лише в V столітті.
Щодо цього слід також відзначити запропоновану італійським істориком Г. Ньолі теорію, згідно з якою саме за правління Ардашира I була сформульована концепція «Ірану». До того термін Ērān-vēž розумівся в релігійному сенсі як колиска людства, натомість Ардашир надав йому політичного змісту, що відображав ідею відродження національної держави. Така точка зору цілком може пояснити територіальні претензії держави Сасанідів до Римської імперії у розрізі специфічного зороастрійського погляду на географію. В «Шах-наме» розповідається, як герой Фаридун розділив своє царство між трьома синами — Туром, якому дісталися землі на півночі і сході, Сельмом, котрий отримав захід, і молодшим Іраджем, якому батько заповідав центральну частину держави. Підступні брати вбили Іраджа і заволоділи його долею. Таким чином, в даному випадку поява «Ірану» могла розглядатися Сасанідами як відновлення історичної справедливості.

### Месопотамський похід Ардашира I

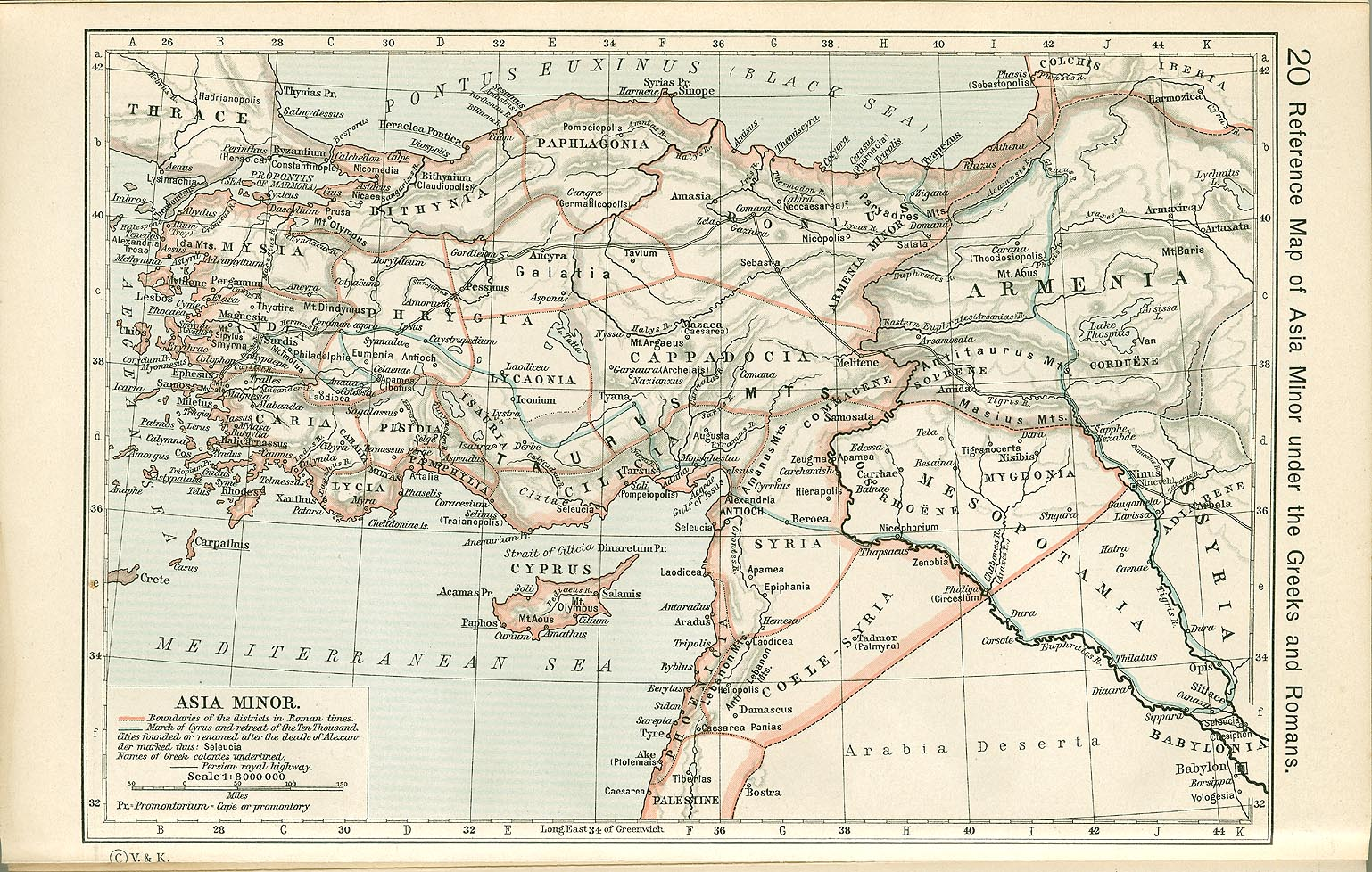
Близький Схід і Месопотамія

Наприкінці 220-х років Ардашир I ще не до кінця консолідував владу на просторі, який раніше контролювався Парфією. Низка територій, таких як Харакена на узбережжі Перської затоки і Адіабена у верхній Месопотамії, залишалися непідкореними щонайменше до 260 року (судячи з того, що вони не згадуються в написі ŠKZ Шапура I). Пріоритетними напрямками експансії для Ардашира стали країни, які отримали явну підтримку Римської імперії. Хатра, включена в імперію між 198 і 217 роками, зберігаючи відносну незалежність під владою свого царя Санатрука II, контролювала арабські племена в регіоні. Приблизно у 229 році Ардашир спробував захопити місто, бажаючи, на думку Діона Кассія, зробити його базою для своїх операцій проти римлян. Однак оборона міста, чиї захисні споруди, згідно з археологічними даними, сягали 30 метрів і дозволили двічі витримати облогу армії Септимія Севера, цього разу виявилася неприступною для армії молодої сасанідської держави.
Головним центром опору Ардаширу протягом тривалого часу — одинадцяти років, згідно з Агафангелом, або навіть до смерті імператора Філіппа Араба (249 рік) згідно з Мовсесом Хоренаці, — була Вірменія. Хронологію дій Ардашира проти Вірменії складно точно визначити, але, ймовірно, його перші походи проти Вірменії були здійснені в той же час, що і перший похід проти Хатри, і виявилися настільки ж невдалими. Докладна розповідь Агафангела, яка є компіляцією V століття і включає опис рейдів у Асурістан і захоплення Ктесифона, ймовірно, перебільшує масштаб і значення подій у Вірменії 220-230-х років.
У 230 або 231 році Ардашир, визнавши наявні у його розпорядженні ресурси достатніми, щоб вступити у сутичку з Римською імперією, повів свої війська в Месопотамію і Сирію, обложив Нісібіс і навіть дістався Каппадокії. За свідченням Діона Кассія, імператор Александр Север не був готовий до такого розвитку подій, а його армія в тій частині імперії перебувала у незадовільному стані. Геродіан повідомляє, що до «царя царів» було направлено посольство з посланням від імператора, в якому пропонувалося дотримуватися існуючих кордонів і нагадувалося про великі перемоги Августа, Траяна і Септимія Севера. Ардашир це попередження проігнорував і продовжив розоряти Месопотамію.

## Перебіг кампанії

### Приготування

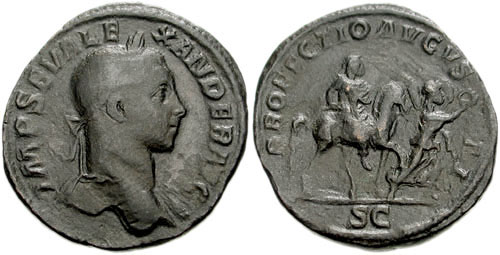
Сестерцій Александра Севера, викарбуваний на відзнаку його відбуття на війну з персами

Така відповідь, по суті, була оголошенням війни, і без подальших формальностей Александр почав приготування і вирушив з Риму для особистого керівництва кампанією. За Геродіаном, Александр, попередні роки царювання котрого пройшли у мирі, не хотів приступати до військових справ і залишився б із задоволенням в столиці, але нахабство ворога і настійні прохання його полководців на Сході змусили його зібрати боєздатні легіони з Італії і провінцій і зайнятися підготовкою до походу. Зібравши військо на Марсовому полі, він звернувся до армії з розповіддю про підступність Ардашира і свої спроби вирішити проблему мирно. Потім він з аналогічною промовою виступив перед Сенатом, після чого, належним чином виконавши релігійні обряди, залишив Рим зі сльозами на очах.
Швидким маршем, зібравши по дорозі в Іллірії додаткові війська, Александр Север прибув до Антіохії, звідки почав керувати процесами тренування війська і ремонту доріг. Одночасно з цим, у спробі знайти шляхи для мирного врегулювання, він знову відправив послів до шаха, але знову не досяг мети. Слідом за імператорським посольством в Антіохію прибуло посольство у складі 400 розкішно одягнених персів. Вони передали послання Ардашира, в якому містилася вимога імператору залишити «Сирію і всю Азію, що простягається навпроти Європи, і дати персам володіти всіма землями аж до Іонії і Карії і народами, що відокремлені Егейським морем і Понтом, бо це спадкові володіння персів». Замість відповіді Александр поселив посланників у Фригії, «надавши їм села для проживання і землю для обробітку, наклавши на них тільки таке покарання, щоб вони не поверталися на батьківщину, бо він вважав безчесним і неблагородним вбивати тих, хто не б'ється проти нього».
В цей момент Александр зіткнувся із бунтом серед своїх солдатів, які прибули з Єгипту, але заворушення були швидко придушені, і підготовка кампанії продовжилася. Тоді ж Александру вдалося укласти угоду з Хатрою про введення до неї римських військ на правах союзника.

### Бойові дії
Коли Александр вирішив, що римська армія стала чисельно рівною армії супротивника, він розділив її на три частини. Перший загін був спрямований на північ через Вірменію в «країну мідян». Другий повинен був воювати в південній Месопотамії. Третій, до складу якого входили найкращі війська, під командуванням самого імператора мав завдати головного удару в північній Месопотамії.
План операції був, ймовірно, добре продуманий, і нанесення одночасних ударів з півночі і півдня могло перешкодити діям супротивника і відкрити дорогу для Александра. Північний загін після вторгнення до Вірменії, успішно зайнявся розоренням Мідії, і перська кіннота, котра не звикла до дій в умовах кам'янистої місцевості, не змогла йому перешкодити. У цей момент Ардашир дізнався про появу на своїй території південного загону, який просувався без дотримання бойового порядку, в розрахунку на те, що Александр зі своїм найпотужнішим загоном в потрібний момент прийде на допомогу. Шах залишивши на півночі незначні сили, а з основним військом швидко вирушив на південь.
Однак Александр з незрозумілої причини не зміг приєднатися до південної армії. Цю повільність Геродіан пояснює боягузтвом і впливом його матері, Юлії Мамеї, яка «стримувала його мужні пориви, переконуючи, що іншим слід піддавати себе небезпекам заради нього, а не йому самому вступати в бій». В результаті південна частина римської армії була повністю знищена, і ця поразка мала велике психологічне значення для обох сторін. Просування загону під командуванням імператора можна простежити за археологічними даними, на підставі яких можна зробити висновок, що спочатку він попрямував до Пальміри, де така важлива подія, як другий візит римського імператора (першим був Адріан близько 129 року), була відзначена написом. Відомо також про перебування на зимових квартирах взимку 232 року в Катні когорти XII Palaestinorum.
Коли звістка про поразку дійшла до Александра в його таборі, він був тяжко хворий «чи то від занепаду духу, чи то від незвичного повітря». Його жаль був безмежним, так само як і невдоволення армією, яка побачила нездатність імператора дотримуватися виробленого раніше плану. Розуміючи, що військо страждає від спеки та незвичної їжі, імператор дав команду відступати в Антіохію. Відступаючи, північний загін поніс, крім бойових, великі втрати від хвороб і холоду. В Антіохії Александр швидко оговтався від свого смутку і заглушив нарікання у війську роздачею грошових подарунків. Він знову почав збирати війська для походу, однак прийшла звістка про те, що Ардашир вирішив припинити війну і розпустив свою армію. Виявилося, що загиблі північний і південні загони мужньо боролися і завдали персам втрат, зіставних з римськими.
Геродіан завершує свою розповідь висновком, що Персія була змушена знову залишитися в межах своїх кордонів і відмовитися від своїх планів завоювання римської території на 3-4 роки.

## Наслідки

### Перемога чи поразка?
Заключний висновок Геродіана виглядає дещо несподівано. Протягом своєї розповіді він розповідає про невміле керівництво римською армією; про те, що римську стратегію перевершила рухливість персів; що армія віддавала перевагу перебуванню в Антіохії замість бойових дій. І тим не менш, перси самі практично опинилися в положенні переможених, а їхні втрати були величезними; вони виявилися неспроможними почати наступальну кампанію і, нарешті, відмовилися від планів територіальної експансії на Заході. Така непослідовність розповіді співвідноситься з античною думкою про те, що Геродіан ставився до Александра упереджено. Можливо, автор готував читача до зовсім іншої версії підсумків війни, ніж та, яка у викладенні Лампрідія стала офіційною.
Лампрідій, вочевидь, знає про версію Геродіана, але відкидає її, посилаючись на звіт імператора перед Сенатом. У ньому Александр перераховує характеристики переможеного ним перського війська:

| «Передусім сімсот слонів, на них вежі зі стрільцями і вантажем стріл. З них тридцять ми захопили, двісті лежать убиті, вісімнадцять ми привели сюди. Тисяча вісімсот колісниць, споряджених серпами. Ми могли б привезти сюди двісті колісниць, у котрих тварини були вбиті, однак оскільки це можна було б і підлаштувати, то ми визнали зайвим робити це. Ми розбили сто двадцять тисяч їх вершників — кіннотників-панцирників, тих, кого вони називають клібанаріями, — ми вбили під час війни десять тисяч; їх зброєю ми озброїли своїх. Багато персів ми взяли в полон і продали. Ми повернули собі міжрічні землі (тобто землі Месопотамії), про які не піклувалося це брудне чудовисько». |
В Римі Александр влаштував тріумф, під час якого, згідно з Лампрідієм, чотири слони везли його колісницю.
З інших істориків латинські одностайно згодні з Лампрідієм, а грецькі письменники здебільшого поділяють версію Геродіана, хоча Зонара підкреслює, що важкі втрати були з обох сторін, а Зосім обходить мовчанкою це питання.
Що стосується самого Александра, він офіційно назвав себе переможцем на випущених ним монетах. Святкування його тріумфу відзначене на монеті 233 року. Ще раніше, в 231 році, на монетах з'являються легенди VICTORIA AVGVSTI (укр. Перемога Августа), хоча не можна сказати певно, чи має ця легенда якесь відношення до війни. Найбільш визначеною з усіх монет є монета 233 року, на якій імператор, увінчаний Перемогою, зображений між двох річок. Ці річки — Тигр і Євфрат, і, хоча фігури гротескні і вирізані грубо, зміст їх цілком зрозумілий. Малоймовірно, щоб такий простакуватий імператор відкрито стверджував, що він здобув славну перемогу, якби насправді все було навпаки.
Аналогічно про успіх Александра свідчать написи. В грудні 232 або січні 233 року в грецькій колонії Антінополі були встановлені статуї Александра та Юлії Мамеї «за їх перемогу і вічну безпеку себе і свого дому». В Паннонії Юлій Канін (лат. Julius Caninus) спорудив вівтар Геркулесу «на честь безпеки і повернення імператора Александра Севера».

### Оцінки сучасників
Як було зазначено вище, відомості Геродіана і Лампрідія про перебіг кампанії різняться, проте цей конфлікт неважко пояснити. Геродіан був сучасником подій і, маючи більше можливостей для вивчення ходу війни, міг пильно стежити за розвитком подій там, де пізніші історики задовольнялися узагальненнями. Не викликає сумнівів його розповідь про стратегію Александра. Імператор, очевидно, мав намір розбити сили противника по частинах, розділяючи свою армію на три підрозділи, але його перехитрив більш умілий і рухливий супротивник.
Навряд чи Геродіан розумів, що нашестя варварів в III столітті є набагато більш руйнівними, ніж раніше. Швидше за все, власні переконання історика не збігалися з риторикою у стилі «імперія в небезпеці», яку він приписував Макріну з приводу парфянської загрози. Геродіан не розглядав персів як більш серйозних супротивників, ніж були парфяни; його оцінки мотивів їхніх дій, швидше за все, помилкові; він вважав, що тільки завдяки втікачам прибічникам Нігера східні варвари «стали більш наполегливими в рукопашних боях з римлянами». Поразку римлян історик воліє приписує швидше боягузтву і легкодухості Александра Севера, ніж неготовності армії — адже навіть здобувши перемогу, Сасаніди зазнали таких втрат, що протягом декількох років вони не бралися за зброю. Та й саме вороже військо, яке «не є ні впорядкованим, ні постійним, натомість являє собою скоріше неорганізований натовп народу, ніж армію», на думку римського історика, не являло собою гідного супротивника. Найбільшу небезпеку, як вважав тоді імператор, представляли германці через свою близькість до Італії. Загалом, хоча Геродіан і розглядав свій час як період значної нестабільності, навряд чи в його працях можна знайти передчуття того, що згодом отримало назву «кризою III століття».

### Стратегічні наслідки

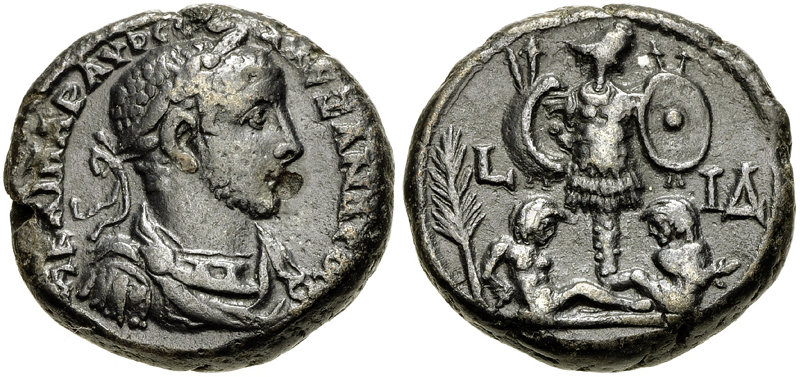
Тетрадрахма Александра Севера з символікою перемоги

Про укладення мирного договору за результатами даної сутички не відомо. Непрямою ознакою того, що принаймні до 232 року Римська Месопотамія належала римлянам, є, на думку Ф. Міллара (з посиланням на «Хроніку» Георгія Сінкелла), інформація про будівництво дороги між Сингарою і Каррі. Далі відомо, що римський гарнізон знаходився в Хатрі в 235 році, в рік смерті Александра Севера, і аж до 240 року, коли місто захопив Шапур I. Сінкелл також повідомляє, що Нісібіс і Каррі були взяті персами за Максиміна (235—238), хоча більш вірогідною датою поновлення війни є 239 рік. Тим не менш, цього разу status quo був відновлений, і, хоча ця перша військова конфронтація не принесла рішучої перемоги жодній зі сторін, на Заході той факт, що просування персів було зупинене, розглядався римлянами як важливе досягнення.
Можливо, відсутність чітких стратегічних результатів кампанії була викликана терміновою необхідністю вжити заходів проти активності германців, що зростала на Рейнських і Дунайських кордонах. Дізнавшись про це в Антіохії, Александр перекинув частину своєї месопотамської армії до Могонциака, який він і його мати обрали своєю резиденцією. Однак замість того, щоб, як того очікували війська, вступити в бій з противником і перемогти, імператор волів вступити з варварами в переговори і домогтися миру шляхом виплати данини. Невдоволення армії призвело до того, що навесні 235 року Александр Север і Юлія Мамея були вбиті.

### Дослідження
англійською мовою
- Birley A. R. Septimius Severus: the African emperor. — Routledge, 1999. — 292 p. — ISBN 0-203-02859-7.
- Bivar A. D. H. The political history of Iran under the Arsacids // Cambridge History of Iran. — Cambridge University Press, 1993. — Т. 3(1). — С. 21—99. — ISBN 0-521-20092-X.
- Bowersock G. W. The Aethiopica of Heliodorus and the Historia Augusta // Historiae Augustae Colloquium Genevense. — 1994. — С. 43-52. — ISBN 88-7228-123-7.
- Campbell B. War and diplomacy: Rome and Parthia, 31 BC – AD 235 // War and Society in the Roman World. — 1993. — С. 213–40. — ISBN 0-203-07554-4.
- Campbell B. The Severan dynasty // The Cambridge Ancient History. — Cambridge University Press, 2008. — Т. XII. — С. 1-27. — ISBN 978-0-521-30199-2.
- Charles M. B. (15.12.1998). ELEPHANT II. In the Sasanian Army. Encyclopædia Iranica. Архів оригіналу за 23.01.2012. Процитовано 20 жовтня 2011.
- Daryaee T. Keyanid History or National History? The Nature of Sāsānian Zoroastrian Historiography // The Journal of the Society for Iranian Studies. — 1995. — Т. 28, № 3—4. — С. 121—145.
- Daryaee T. Sasanians and their Ancestors // Societas Iranologica Europoea – Proceedings. — Milano, 2005. — Т. I. — С. 287—293.
- Daryaee T. Ardashir and the Sasanian’s Rise to Power // Anabasis: Studia Classica et Orientalia. — 2010. — Т. I. — С. 237—256.
- Edwell P., Edwell P. M. Between Rome and Persia: the middle Euphrates, Mesopotamia and Palmyra under Roman control. — Routledge, 2008. — 289 p. — ISBN 0-203-93833-X.
- Fink R. O. The Cohors XX Palmyrenorum, a Cohors Equitata Miliaria // Transactions and Proceedings of the American Philological Association. — 1947. — Т. 78. — С. 159—170.
- Frye R. N. The History of Ancient Iran. — München, 1984. — ISBN 3 406 09397 3.
- Frye R. N. The political history of Iran under the Sasanians // Cambridge History of Iran. — Cambridge University Press, 1993. — Т. 3 (1). — С. 116—180. — ISBN 0-521-20092-X.
- Gnoli G. The idea of Iran: an essay on its origin. — Istituto italiano per il Medio ed Estremo Oriente, 1989. — 216 p.
- Hopkins R. The life of Alexander Severus. — Cambridge, 1907. — 280 p.
- Millar F. The Roman Near East, 31 B.C.-A.D. 337. — Harvard University Press, 1993. — 587 p. — ISBN 0-674-77886-3.
- Nikonorov V. P. Cataphracti, Catafractarii and Clibanarii: Another Look at the old problem of their Identifications // Военная археология. Оружие и военное дело в исторической и социальной перспективе. Материалы международной конференции. — СПб. : Изд-во Государственного Эрмитажа, 1998. — С. 131—138.
- Potter D. S. The Roman Empire at bay, AD 180-395. — Routledge, 2004. — 762 p. — ISBN 0-203-40117-4.
- Rankov B. Military Forces (The late Republic and the Principate) // The Cambridge History of Greek and Roman Warfare: Rome from the late Republic to the late Empire. — Cambridge University Press, 2008. — С. 30—75. — ISBN 978-0-521-782746.
- The Roman Imperial Coinage / H. Mattingly. — London : Sink & Son Ltd, 1938. — Т. IV.II. — 240 p.
- Sartre M. The Arabs and the desert peoples // The Cambridge Ancient History. — Cambridge University Press, 2008. — Т. XII. — С. 498—520. — ISBN 978-0-521-30199-2.
- Sidebottom H. Herodian's historical methods and understanding of history // Aufstieg und Niedergang der römischen Welt. — Walter de Gruyter, 1998. — Т. 34, № 2. — С. 2775—2836.
- Shahbazi A. S. ARMY I. Pre-Islamic Iran // Encyclopædia Iranica. — 1986. — Т. II. — С. 489-499.
- Shahbazi A. S. Early Sasanians’ Claim to Achaemenid Heritage // Journal of Ancient Persian History. — 2001. — Т. I. — С. 61—73.
- Shayegan M. R. Arsacids and Sasanians: Political Ideology in Post-Hellenistic and Late Antique Persia. — Cambridge University Press, 2011. — 476 p. — ISBN 978-0-521-76641-8.
- Southern P. The Roman Empire from Severus to Constantine. — London, New York : Routledge, 2001. — 416 p. — ISBN 0-203-45159-7.
- Wiesehöfer J. ARDAŠĪR I // Encyclopædia Iranica. — 1986. — Т. II. — С. 371—380.
- Wiesehöfer J. Ancient Persia. — I.B.Tauris, 2001. — 332 p. — ISBN 1 86064 675 1.

німецькою мовою
- Mosig-Walburg K. Römer und Perser: vom 3. Jahrhundert bis zum Jahr 363 n. Chr. — Computus Druck Satz Verlag, 2009. — 383 p. — ISBN 978-3-940598-02-8.
- Nöldeke T. Geschichte der Perser und Araber zur Zeit der Sasaniden. Aus der arabischen Chronik des Tabari übersetzt. — 1879.
- Sommer M. Roms orientalische Steppengrenze. — Franz Steiner Verlag, 2005. — 454 p. — ISBN 3-515-08724-9.

російською мовою
- Гвоздиков Д. С. (18.11.2009). Краткая история гарнизона Дура Европос. Римская слава. Архів оригіналу за 23.01.2012. Процитовано 20 жовтня 2011.
- Луконин В. Г. Культура сасанидского Ирана в III—V вв. Очерки по истории культуры. — М. : Наука, 1969. — 242 с.
- Пигулевская Н. В. и др. История Ирана с древнейших времен до конца XVIII века. — Л. : Издательство Ленинградского университета, 1958. — 390 с.